# Krsto II. Oršić
Krsto II. grof Oršić Slavetićki (Zagreb, 1718. - Zagreb, 19. veljače 1782.), hrvatski velikaš, vojskovođa i visoki državni dužnosnik, pripadnik obitelji Oršić. U nekim izvorima njegovo se ime navodi kao Ivan Krsto grof Oršić Slavetićki (njem.: Johann Christoph Graf Orsich de Szlavetich).

## Životopis
Rođen je kao sin baruna Bernarda III. Oršića i njegove supruge Ane Oršić rođ. Patačić. Školovao se u Bologni i Beču, ali je 1741. godine prekinuo bečki studij prava i posvetio se vojničkom pozivu. U svojoj dugoj karijeri časnika Habsburške carske vojske sudjelovao u više ratova i u velikom broju bitaka, među kojima u Ratu za austrijsko nasljeđe (1740-1748) i Sedmogodišnjem ratu (1756-1763). Stalno napredujući u karijeri, dosegao je čin podmaršala (feldmarschalleutnant).
Tijekom života obavljao je i vršio i druge državne dužnosti, pa je između ostalog bio prisjednik Banskog stola u Zagrebu i veliki župan Zagrebačke županije.
Godine 1744. Krsto Oršić dobio je od austrijske carice i hrvatsko-ugarske kraljice Marije Terezije Habsburške naslov grofa. Iste godine oženio se ugarskom groficom Josipom Zichy (*1725 - †1778.), u braku s kojom je imao dva sina, Adama (*1748 - †1820.) i Franju (*1758 - †1807.).
Kao potomak ugledne i bogate plemićke obitelji, posjedovao je brojna vlastelinstva, dvorce i palače u ondašnjoj Hrvatskoj, kao što su na primjer dvorci u Gornjoj Stubici, Gornjoj Bistri, Slavetiću, Severinu na Kupi i Jurketincu, zatim palače u Zagrebu i Varaždinu, te drugo.
Kad je nakon vojne službe bio umirovljen, povukao se sa suprugom Josipom u svoj novoizgrađeni dvorac u Gornjoj Bistri, gdje su zajedno proveli posljednje godine života. Grofica Josipa umrla je 1778. godine u nedalekom Oroslavju, a Krsto 1782. u Zagrebu.

## Vanjske poveznice
- Krsto II. - najistaknutiji predstavnik obitelji Oršić u XVIII. stoljeću, 1744. godine dobio naslov grofa
- Krsto - pripadnik ugledne plemićke obitelji Oršić
- Kratka povijest i portreti članova obitelji Oršić  Arhivirana inačica izvorne stranice od 18. siječnja 2013. (Wayback Machine)
- Krsto - nekadašnji stanovnik Gornje Stubice  Arhivirana inačica izvorne stranice od 20. siječnja 2008. (Wayback Machine)
- Obitelj grofova Oršić (engleski)